# Greenstead Green and Halstead Rural
Greenstead Green and Halstead Rural är en civil parish i Braintree i Essex i England. Civil parish har 670 invånare (2011).